# 交通電業社
株式会社交通電業社 （こうつうでんぎょうしゃ、英: Kotsu Dengyosha Co.,Ltd.） は、大阪府大阪市平野区に本社を置く、輸送車両に搭載する機器の製造メーカー。大阪市高速電気軌道株式会社（Osaka Metro）の完全子会社。ブランド名は「ParaSign」（パラサイン）。

## 略歴
1949年3月設立。最大の納入先は神奈川中央交通グループで、専用品(運賃幕等)の製作も行っている。
2017年に大阪市西成区北開1丁目から平野工場が所在している同市平野区西脇2丁目、2021年に同区背戸口2丁目へ本社を移転。
2020年1月31日付でアント・キャピタル・パートナーズ傘下のアント・ブリッジ5号A投資事業有限責任組合が全株式を旧株主より取得。
2024年2月29日付で大阪市高速電気軌道（Osaka Metro）がアント・キャピタル・パートナーズの所有していた同社の全株式を取得し、同社の完全子会社となった。

## 製品の一例

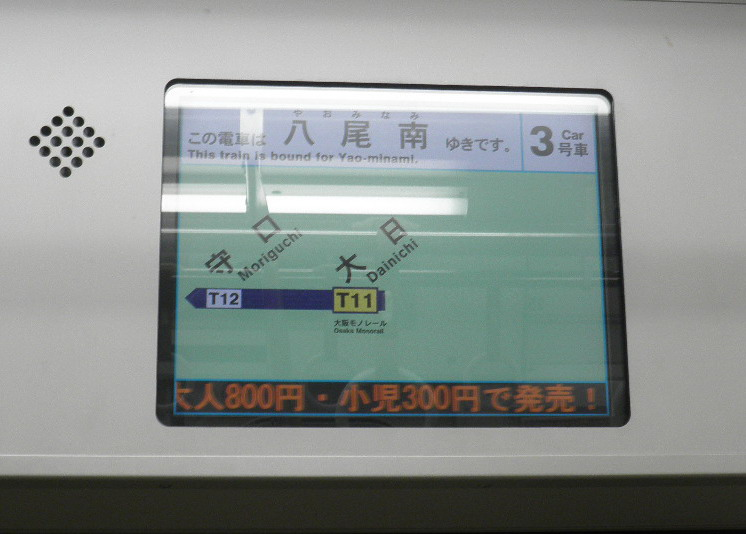
液晶ディスプレイ式車内案内表示器（大阪メトロ谷町線）
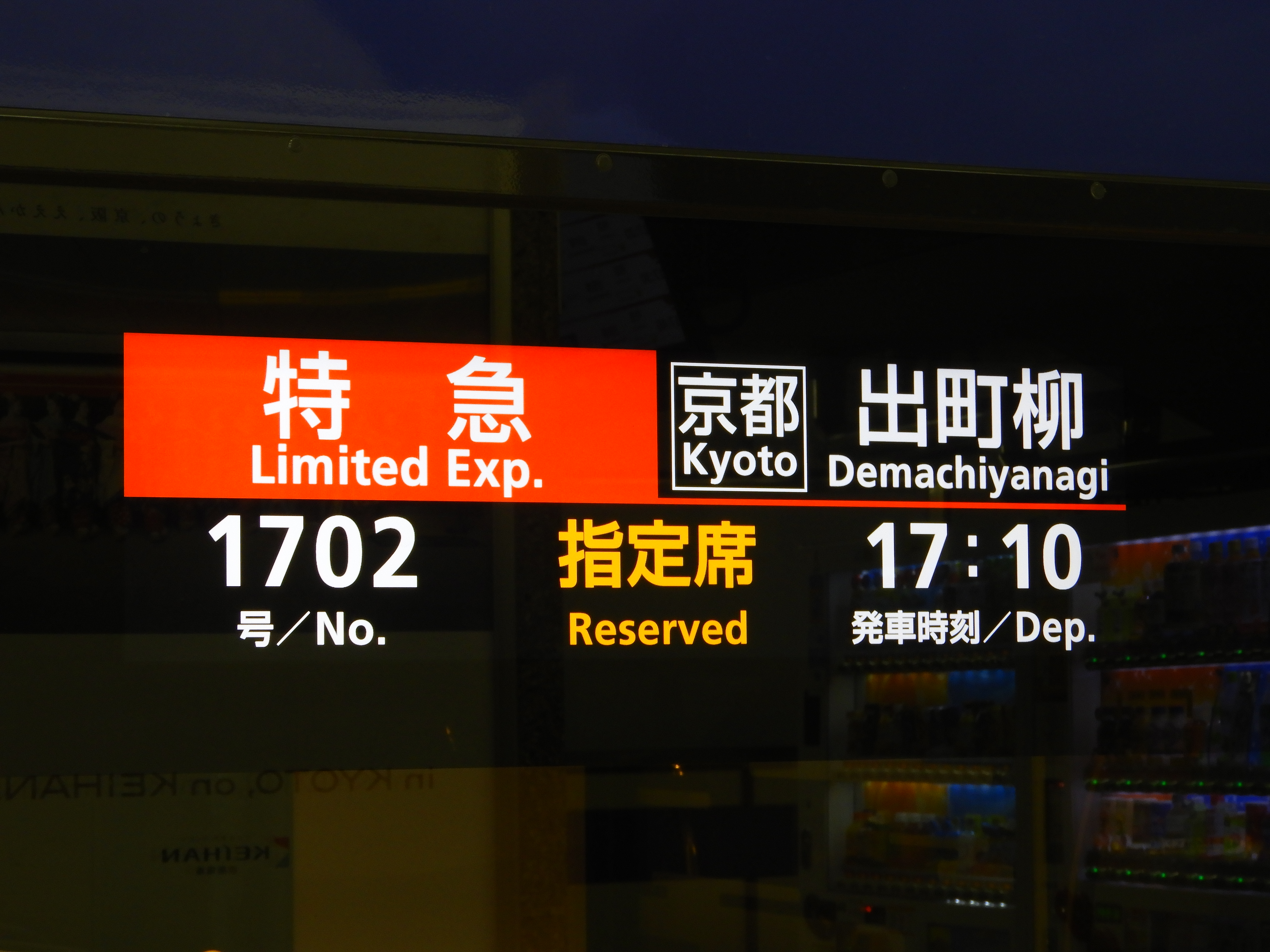
液晶ディスプレイ式行先表示器<側面>（京阪電気鉄道）
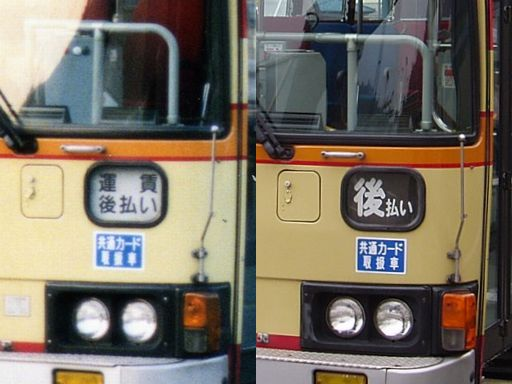
運賃幕（神奈川中央交通）
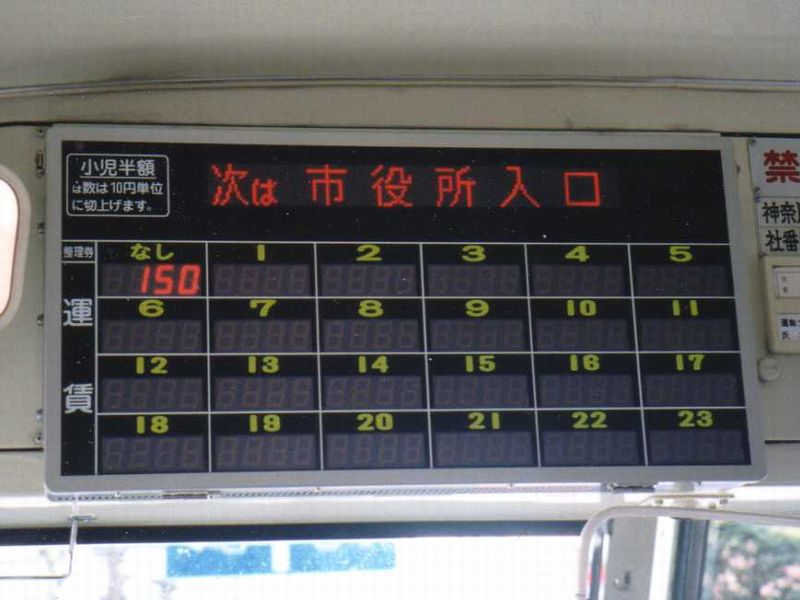
LED表示デジタル式運賃表示器（神奈川中央交通）
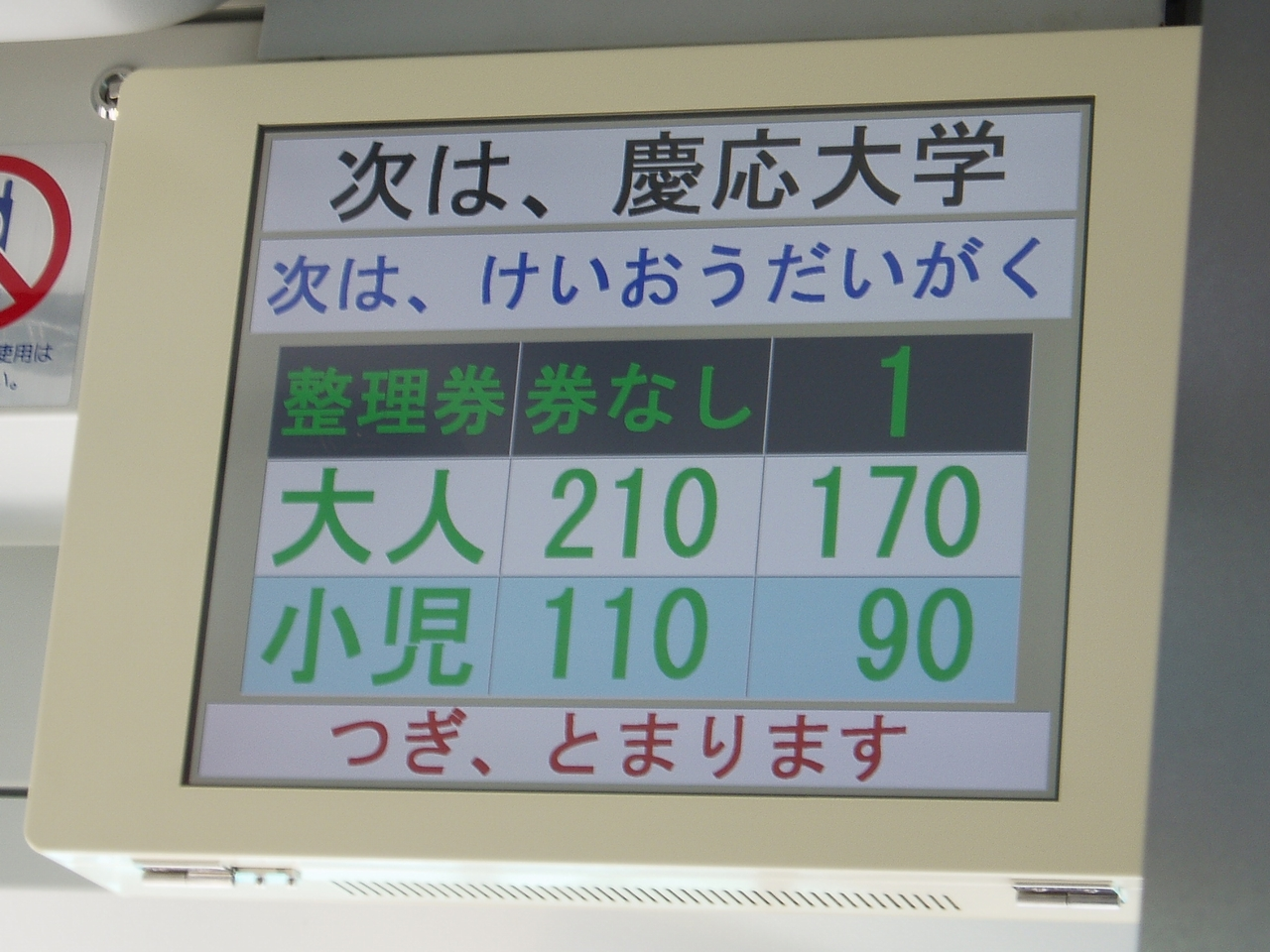
液晶ディスプレイ式運賃表示器（神奈川中央交通「ツインライナー」）
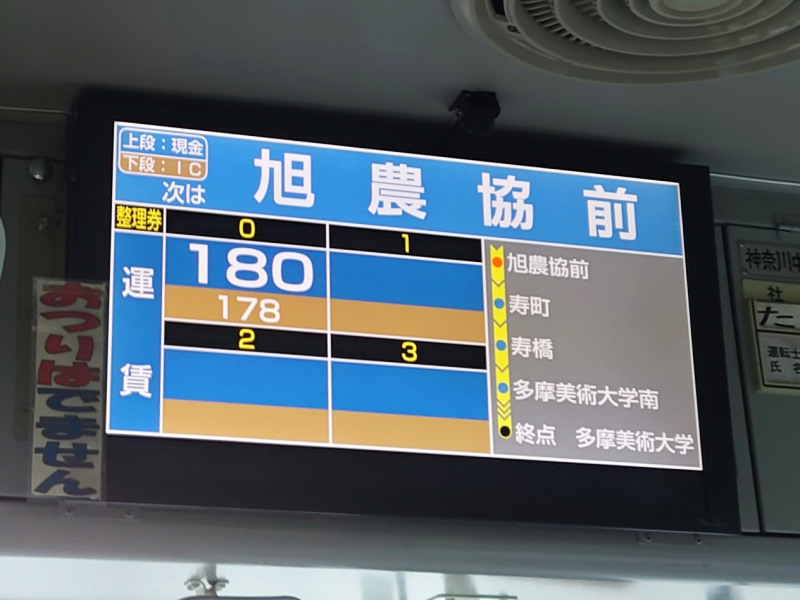
液晶ディスプレイ式運賃表示器（神奈川中央交通）
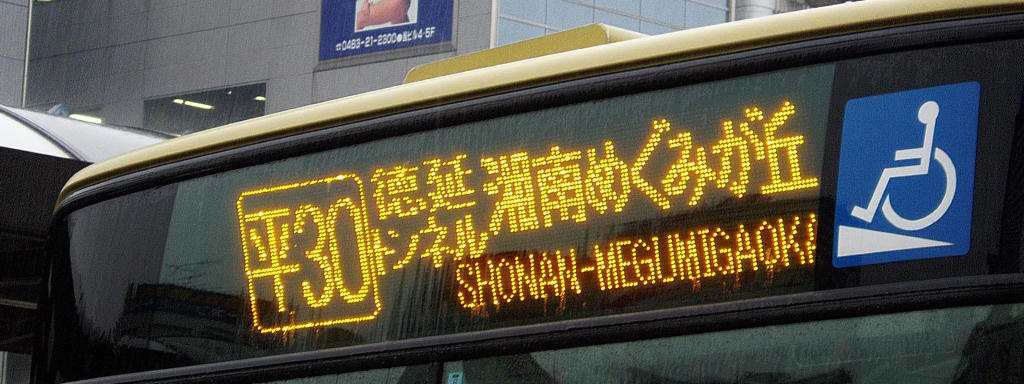
LED表示行先表示器<前面>（神奈川中央交通）
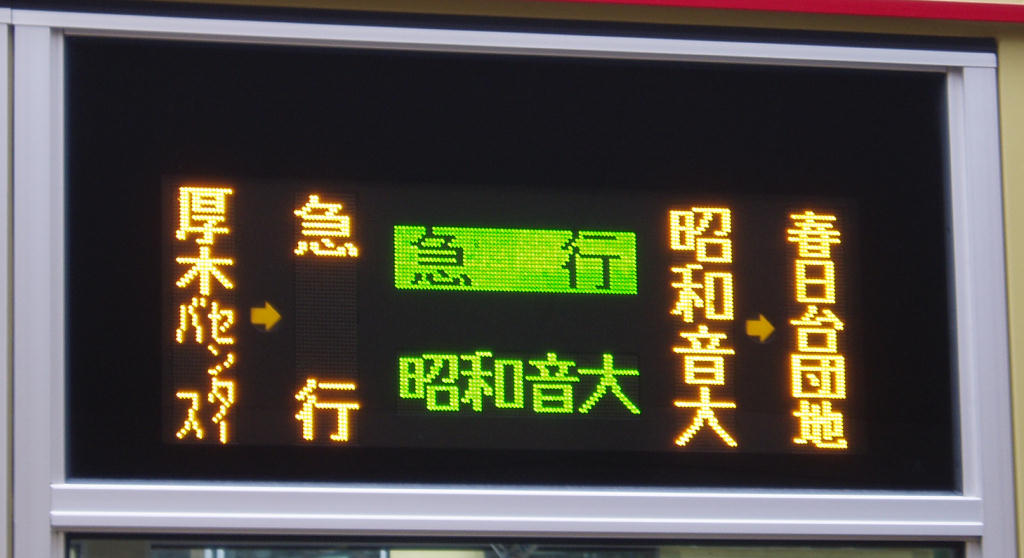
LED表示行先表示器<側面>（神奈川中央交通）
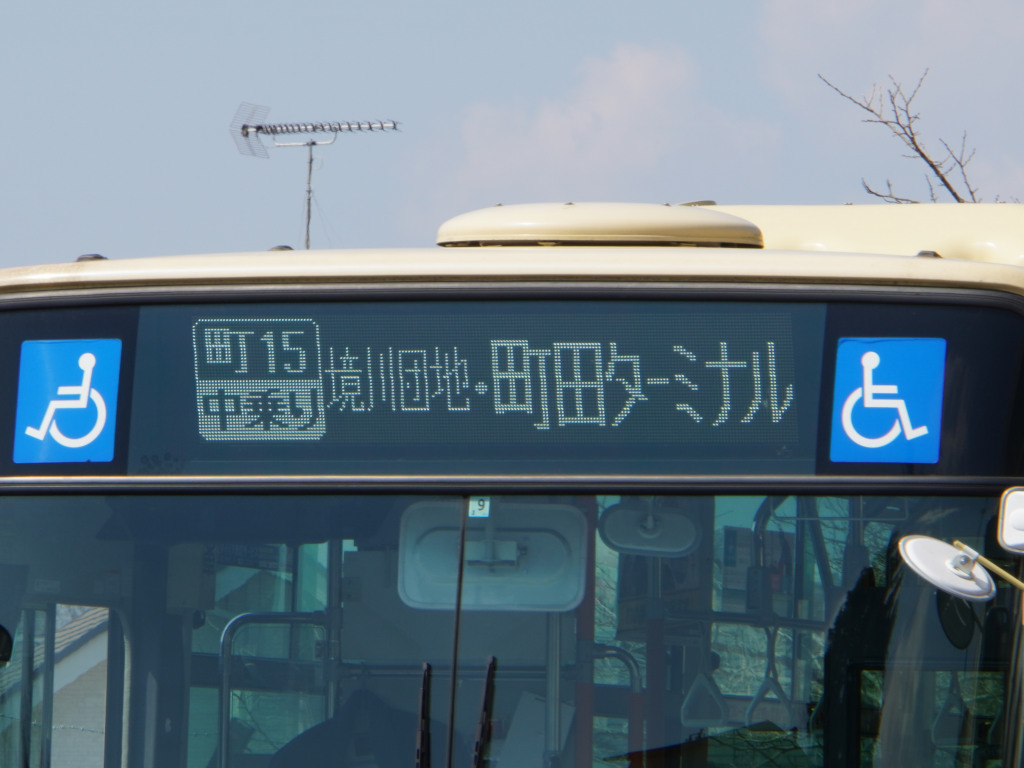
白色LED表示行先表示器<前面>（神奈川中央交通）

## 事業所
本社
- 〒547-0034 大阪府大阪市平野区背戸口2丁目1番3号

平野工場
- 〒547-0035 大阪府大阪市平野区西脇2丁目12番26号

大阪営業所
- 〒547-0047 大阪府大阪市平野区平野元町6番22号

東京営業所
- 〒222-0033 神奈川県横浜市港北区新横浜3丁目20番12号 新横浜望星ビル6階